# Fran Striker
Francis Hamilton Striker (19 de agosto de 1903 - 4 de septiembre de 1962) fue un escritor estadounidense para radio y cómics, más conocido por crear El Llanero Solitario, El Avispón Verde y Sgt. Preston of the Yukon.

## Primeros años
Nacido en Búfalo, Nueva York, Striker asistió a la Secundaria Lafayette y a la Universidad de Búfalo, donde fue miembro de la fraternidad Theta Chi. Dejó la universidad y pasó una breve estancia en Nueva York con una compañía de teatro amateur. Volviendo a Búfalo, se unió al personal de la estación de radio WEBR (ahora WNED (AM)), trabajando como locutor. En 1929, se trasladó a WTAM en Cleveland, Ohio, donde se desempeñó como locutor, escritor de continuidad, y escribió su primer guion de radio teatro, una biografía de Stephen Foster. Atraído de nuevo a WEBR como administrador de la estación, Striker escribió materiales que van desde obras de teatro a misterios de media hora y guiones de género Western.
Striker pronto empezó a trabajar independientemente, creando y escribiendo sus propias series y vendiéndolas a las estaciones en todo Estados Unidos. Él comenzó una larga asociación con el dueño de la estación George W. Trendle y la estación de radio WXYZ en Detroit, que estaba tratando de darse a conocer como productor de radio teatro, creando y escribiendo las primeras series Thrills of the Secret Service, Dr. Fang and Warner Lester, Manhunter (que introdujo a Mike Axford, quien más tarde se convirtió en un personaje secundario en El Avispón Verde).

## El Llanero Solitario
A finales de 1932, Striker comenzó a trabajar en El Llanero Solitario, sus primeros guiones fueron modificadas en gran parte de su serie anterior, Covered Wagon Days. Una carta de Trendle, con fecha lunes, 30 de enero de 1933, claramente da crédito a Striker por crear el personaje. Sin embargo, en 1934, Striker fue presionado por Trendle a cederle la posesión de sus derechos al Llanero Solitario, y Trendle se apropió del crédito como el creador. Esto provocó una controversia de larga duración sobre la creación de El llanero solitario, extendiéndose hasta una aparición en televisión en 1960 de Striker en To Tell the Truth, en el cual mencionó su participación en la creación del personaje.
Los primeros episodios reales de prueba de El Llanero Solitario se emitieron en WEBR en Búfalo antes del estreno oficial en WXYZ. Estas primeras emisiones las estelarizó el actor de Búfalo John L. Barrett, semanas antes de que George Stenius (que más tarde cambió su nombre a George Seaton y se convirtió en un director de cine) interpretara el papel. Cuando la serie de El Llanero Solitario comenzó a ganar popularidad, Trendle convenció a Striker de pasarla a WXYZ, donde eventualmente se convirtió en jefe del departamento de guiones de WXYZ. En Detroit, James Lipton representó al sobrino del Llanero, Dan Reid, durante la década de 1940.
Striker fue muy prolífico. Además de escribir 156 guiones para El Llanero Solitario al año, escribió El Avispón Verde (en torno al sucesor del Llanero Solitario, Britt Reid) y una serie de corta duración, Ned Jordan Secret Agent. Fue guionista de varias novelas del Llanero Solitario, de dos seriales cinematográficos y de la tira cómica de El Llanero Solitario. También contribuyó con guiones para Challenge of the Yukon (posteriormente adaptada para la televisión como Sergeant Preston of the Yukon). La obra de Striker como escritor de tira cómica se extendió al escribir los libros  de cómics de El Avispón Verde y la tira de periódico de 1945 The Sea Wolf.
La obra posterior de Striker incluyó actuaciones en las versiones de televisión de El Llanero Solitario y Sergeant Preston of the Yukon, que inicialmente se produjeron mientras la serie de radio seguía al aire. Él proporcionó las historias de muchos episodios de televisión volviendo a trabajar con los guiones anteriores de la serie de radio. Otros escritores adaptaron las historias para la televisión y se les acreditó como "guionista". El crédito de Striker fue dado como: "Desde el programa de radio editado por Fran Striker".
Striker tenía 59 años cuando murió en un accidente de auto en 1962 en Elma, Nueva York mientras se mudaba con su esposa e hijos. Su última obra fue una novela histórica, One More River, publicado póstumamente. Fran fue enterrado en el Cementerio Arcade Rural en Arcade, Nueva York. Sus papeles están en los archivos de la Universidad de Búfalo.
Los personajes Lucas Striker y Amy Striker de la película de 1981 La leyenda del Llanero Solitario fueron nombrados en homenaje a Fran Striker.